# Frankenia chevalieri
Frankenia chevalieri är en frankeniaväxtart som beskrevs av René Charles Maire. Frankenia chevalieri ingår i släktet frankenior, och familjen frankeniaväxter. Inga underarter finns listade i Catalogue of Life.